# 奥佛特空军基地
奥佛特空军基地（英語：Offutt Air Force Base）是美国空军在内布拉斯加州首府奥马哈的一座空军基地。它是美国战略司令部、第557气象联队和美国空军空战司令部第55联队的总部，由美国空军空战司令部管理。
1918年9月第一次世界大战期间，奥佛特作为陆军航空服务气球场使用，这是它第一次作为航空用途使用。最初，它名叫“克鲁克堡”，1924年为纪念第一次世界大战飞行员及奥马哈本地第一中尉贾维斯·奥佛特而更名。
奥夫特空军基地的功绩包括建造艾诺拉·盖号轰炸机和博克斯卡号轰炸机，即第二次世界大战期间在广岛和长崎上空空投小男孩原子弹和胖子原子弹的飞机。奥佛特曾是前战略空军司令部的总部，以及冷战期间应对核战争时美国相关地面和空中指挥中心的总部。2000年人口普查数量是8901人。